# 三德站
三德站（韓語：삼덕역）是朝鮮民主主義人民共和國平安南道成川郡的一個鐵路車站，属于平德线。

## 邻近车站
平德线
成川站 - 三德站 - 新成川站